# 南段原站

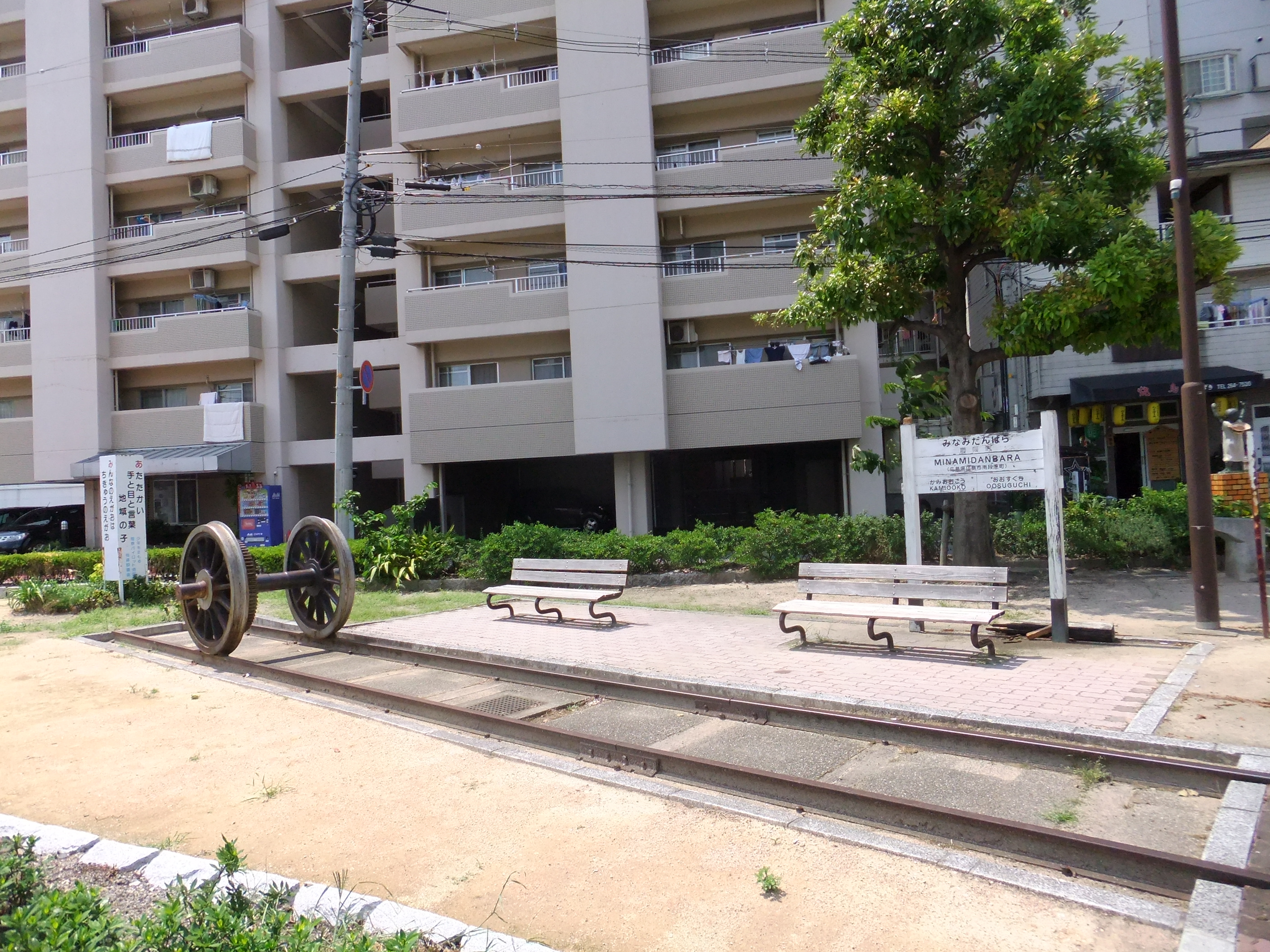
段原南第五公園（2012年8月拍攝）。雖然園內設立了「南段原」站牌作為紀念碑，但是該處距離車站遺址有點距離。

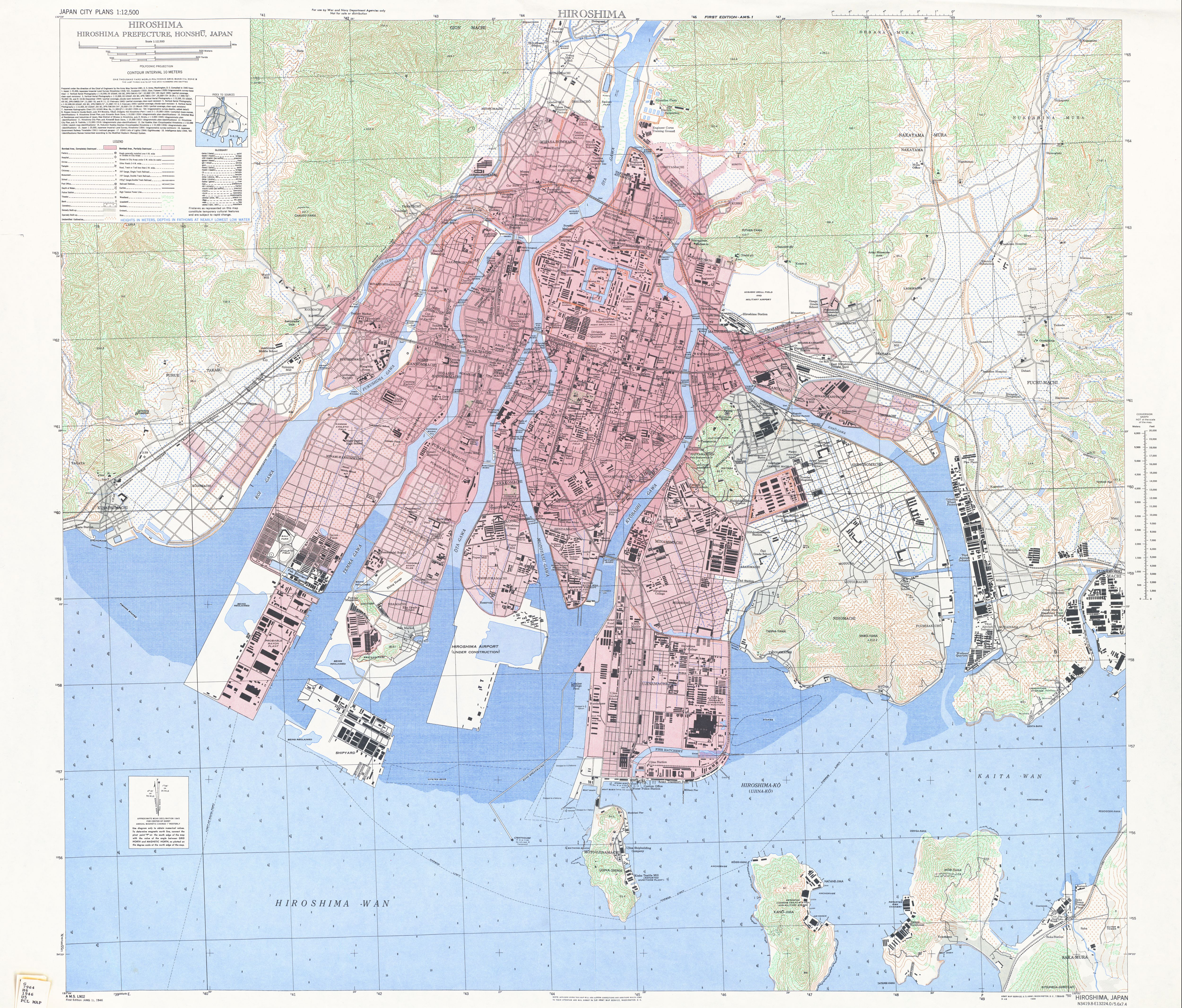
1945年由美軍製作的廣島市地圖。圖中可確認"Joshi-syogyōmae Station（女子商業前）"和"Higashi Dambara Station（東段原）"的位置。

南段原站（日语：／ Minami-Dambara eki */?）是位於廣島縣廣島市段原山崎町（現時：南區段原山崎1丁目），日本國有鐵道（國鐵）宇品線的客運車站（廢站）。
此條目將同時記述在早期已經廢除，鄰近此站的東段原站（日语：／）（1931年至1943年營運）。

## 概要
在第二次世界大戰前，宇品線的前身藝備鐵道開設此站，當時為業務委托車站和只有客運業務。在戰後有一段時期，由於沿線的政府機關辦事處遷移，為了提高運輸能力，因此加設了列車交會設備。此站的客源都是來自鄰近的學校學生和通勤客。後來在1960年代起，隨著客量開始減少，最後在1972年4月廢除此站。在1980年代起，段原地區進行都市重建計劃，路軌和車站設施完全被撤走。附近的街道佈局與區域有一些變化，除了於車站附近設置的紀念碑外，其餘車站遺跡已經看不到了。

## 歷史
在1930年12月，藝備鐵道在宇品線開設此站，當時使用汽油列車行走。隨後，藝備鐵道在宇品線新設9座車站，其中之一為南段原站，開業日期為1931年3月。車站距離廣島站1.8公里。在開業一刻，前站為東段原站，下站為上大河站（舊），分別相距0.4公里和0.9公里。在此站啟用時的名稱為「女子商業前停留場」，該站名取自鄰近（現時在廣島EAST附近）的廣島女子商業學校（後來改名為廣島女子商業高等學校，現時為廣島翔洋高等學校）。在1937年7月，隨著藝備鉄道國有化，車站改名為南段原站，該站名取自車站附近的地名。
南段原站在第二次世界大戰期間沒有因燃料問題而被暫停營業。在1945年8月6日發生廣島市原子彈爆炸，廣島市的市中心受到嚴重破壞，破壞較小的南段原站至宇品站之間區間在發生爆炸後可重新營運。在這區間中，多以運送被爆者來往宇品地區，也有軍方的救援列車在線內穿梭。在戰敗的1945年9月，颱風艾達吹襲下造成車站北邊猿猴川橋樑部分橋腳被沖走，隨後走線向東遷移，車站和月台一同被遷移。
在第二次世界大戰後，廣島縣廳舍原址由於被原子彈破壞，因此遷移至宇品線沿線的霞地區（南區 / 陸軍兵器支廠遺址）。使宇品線的通勤客急增。由於當時宇品線可進行列車交會的車站只有下大河站，面對這個客量增加的情況，在1947年8月於南段原站站內加設列車交會設施，以便增加列車班次。但是在1956年4月，縣廳再度遷移至現地基町（中區）。在政府機關開始遷離宇品線後，使宇品線客量減少，在1958年2月時間表修正起，南段原站的列車交會設施被撤走。
後來，南段原站的客源多為廣島女子商高的學生與附近地方的通勤客，而當地居民多以使用巴士直接前往市中心，這是由於戰後廣島市面的巴士網絡比較發達。使在1960年代起，宇品線的客量減少，形成赤字問題。在1966年，新廣島繞道（國道2號）開通，該繞道與宇品線設有平面相交處，造成交通阻塞。同年12月，上大河至宇品之間的客運業務被廢除，同時南段原站只限定期票的乘客使用。自此，宇品線客運列車方面，平日和星期六只有5個往返班次，星期日和假日只有2個往返班次。即使在平日，上午上行班次和下午下行班次都會通過南段原站。在當時，此站前往廣島站的所需時間為5至6分鐘。在1972年4月，廣島至上大河之間也廢除客運業務，南段原站也因此而被廢除。

### 年表
- 1931年（昭和6年）3月20日：藝備鐵道開設女子商業前停留場[1]。
- 1937年（昭和12年）7月1日：藝備鐵道國有化，此停留場升級為停車場，並改名為南段原站[1]。
- 1945年（昭和20年）
  - 8月6日：發生廣島市原子彈爆炸。南段原至宇品之間變為負責運送被爆者。
  - 9月：在颱風艾達吹襲後，使用了另一條橋樑跨越猿猴川，站內的路軌和站舍向東遷移。
- 1947年（昭和22年）8月10日：站內設置列車交會設備。
- 1954年（昭和29年）12月1日：廢除旅客乘坐區間限制[2]。
- 1958年（昭和33年）1月31日：撤走列車交會設備。
- 1962年（昭和37年）4月16日：變為業務委託車站，由日本交通觀光社（日语：日本交通観光社）負責車站業務[3]。
- 1966年（昭和41年）12月20日：車站營業範團由旅客變為旅客（但是只限持有定期票的旅客。）[4]。同時變為無人車站[5]。
- 1972年（昭和47年）4月1日：宇品線廣島站至上大河站之間取消客運業務，此站被廢除[6]。

## 車站構造
車站位於段原山崎町（現時：南區段原山崎1丁目）。此站設有1面1線的單式月台。月台和1層高的站舍位於路軌東邊。車站北邊設有南段原平交道。在1945年9月，因此水災使宇品線走線向東遷移，在路軌西邊是舊走線，遺址在車站廢站時仍然是一片空地。另外，上述提及在1947年至1958年之間設有列車交會設施，當時設有車站職員當值，以負責交換路牌（電氣路籤（牌）閉塞）。

## 車站周邊
車站鄰近地方在1980年代起進行都市重建事業，街道佈局與區域都有所變化。
- 廣島女子商業高等學校（日语：広島翔洋高等学校） - 在開業時的站名是取自該校的舊名「廣島女子商業學校」。在1989年，學校遷移至安藝郡坂町（後來校名改為「廣島翔洋高等學校（日语：広島翔洋高等学校）」）。在舊址的學校已不存在。
- 廣島市立段原中學（日语：広島市立段原中学校） - 後來，隨著段原地區進行都市重建事業，在2011年遷至南邊（舊・廣島縣警察學校校地）。在舊校址的正門附近設有宇品線的紀念碑。
- 比治山公園

## 現狀
在1972年4月廢除此站後。宇品線變為「宇品四者協定線」，早上還有1個往返班次的貨運列車定期行走。月台等車站設施在廢站後沒有立刻被撤走。但是在日間沒有列車通過時，附近的居民在舊站範圍通過，或作為遊樂場和家庭菜場。在1986年4月，四者協定線廢除（宇品線全面廢除）後，路軌也被撤走。在1990年代，段原地區正式進行都市重建計劃，車站和路軌等鐵路設施完全被撤走，變為了一塊雜草叢生的空地。在重建完畢後，附近的街道和區域有了巨大變化。包含車站遺址附近的段原平交道在內，已經看不到任何車站痕跡。
在舊・南段原站附近建立了宇品線的紀念碑，在段原南第五公園設置了「宇品線公園」。該處放置了站名牌、部分路軌、火車車輪和展板。雖然同公園位於宇品線的沿線上，但是該處不是舊南段原站遺址（南区段原三丁目11番）。另外，在廣島南警署段原交番東邊旁邊的綠化地帶（曾經鄰接宇品線遺址）設置了「惜別 宇品線紀念碑」。該紀念碑曾經在靠近舊・南段原站的舊・段原中學正門前，在2011年該校遷移時同時把紀念碑遷移。

## 東段原站
東段原站與南段原站一樣，都是由藝備鐵道開業。開業日時比南段原站早，於1930年12月30日啟用。當初名為東段原停留場。在1937年7月1日，藝備鐵道國有化，該站由停車場升級為東段原站。該站距離廣島站1.4公里。在開業時，前站為大須口站，下站為南段原站，分別相距0.2公里和0.4公里。根據宇品線的走線和站距，推測車站遺址是在面對猿猴川的南區段原四丁目9附近，該處曾經設有「日之出通踏切」，現時為平和橋南詰交界）。在1943年10月1日，由於第二次世界大戰期間發生燃料問題，該站被暫停營業，在戰後沒有重開。

## 相鄰車站
截至宇品線結束客運業務一刻（1972年4月1日）。
日本國有鐵道
宇品線
大須口信號場－南段原－上大河

## 注腳

### 出典
1. 1 2 3  石野哲（編）.  初版. JTB. 1998-10-01: 277. ISBN 978-4-533-02980-6 （日语）.
2. ↑  1954年（昭和29年）11月29日日本國有鐵道公示第361号「東海道本線荒尾停車場等における旅客取扱区間の制限廃止」
3. ↑  日本國有鐵道中國支社，1966年，p.281。
4. ↑  1966年（昭和41年）12月9日日本國有鐵道公示第786號「停車場の営業範囲を改正」。
5. ↑  . 鐵道公報 (日本國有鐵道總裁室文書課). 1966-12-09: 3 （日语）.
6. ↑  1972年（昭和47年）3月29日日本国有鉄道公示第678号「旅客運輸営業の廃止の件」。

## 相關文獻
- 長船友則 （RM LIBRARY 155） Neko出版，2012年　ISBN 9784777053285

除了車站和路線歷史外，還收錄了南段原站的站舍、月台和停站列車等相片。
- 宮脇俊三（日语：宮脇俊三）（編） （Ⅱ） 日本交通公社出版事業局，1996年　ISBN 4533025331

白川淳「宇品線」（pp.122-123），紀述1990年代半的廢線遺址狀況，當中包含了一些照片。

## 相關項目
- 日本鐵路車站列表 Mi

## 外部連結
- 廣島漫步「段原南第五公園」 （页面存档备份，存于）（日語）
- 1974年的航空照片 (CCG747-C12B-19)（日語） - 地圖、航空照片閱覧服務（國土地理院）。圖中可看見大須口至下大河之間的路軌。也可看見在車站廢除後的空地。